# 大別爾赫山
48°38′51″N 23°13′54″E / 48.64750°N 23.23167°E

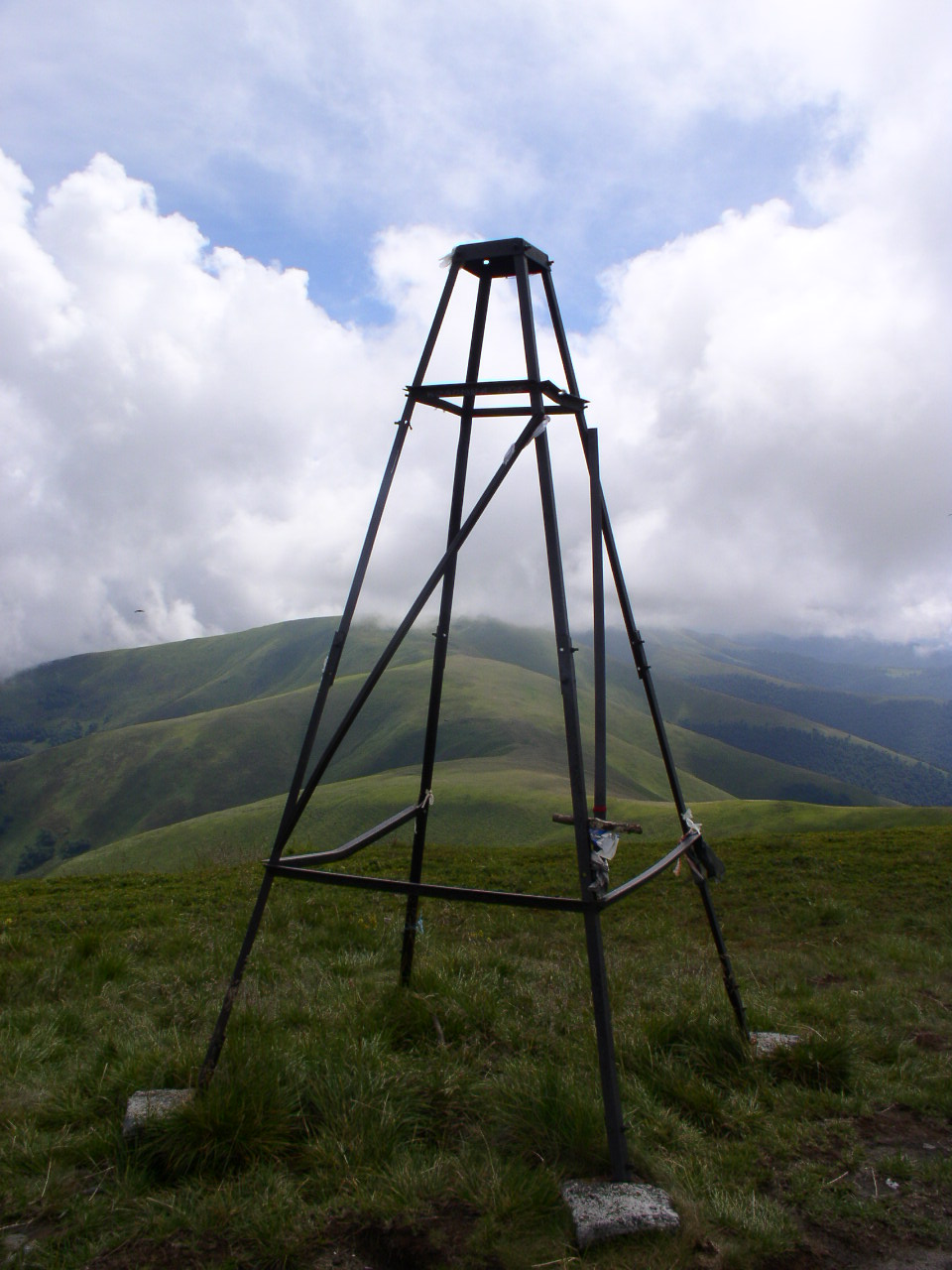

大別爾赫山是烏克蘭的山峰，位於該國西部外喀爾巴阡州，屬於烏克蘭喀爾巴阡山脈中波洛尼納博爾扎瓦山的一部分，海拔高度1,598米。